# Stanisław Krasicki (podkomorzy bełski)
Stanisław Krasicki herbu Rogala – podkomorzy bełski w latach 1791–1793, starosta korytnicki w 1791 roku, poseł województwa czernihowskiego na Sejm Czteroletni w 1788 roku, hrabia.
Sędzia sejmowy ze stanu rycerskiego z Prowincji Małopolskiej w 1791 roku. 
Dziedzic dóbr Machnowa. Żonaty z Marianną Poletyłłówną, miał córki: Barbarę, Benwenutę, Marię i syna Karola. 